# Felix Katongo
Felix Katongo (Mufulira, 18 aprile 1984) è un calciatore zambiano.
È il fratello di Christopher Katongo.

## Palmarès

### Nazionale
- Coppa d'Africa: 1

2012